# Arméns änke- och pupillkassa
Arméns änke- och pupillkassa inrättades 1817 med ändamålet att lämna understöd åt delägarnas änkor och barn.
Kassan, som förvaltades av direktionen för Arméns pensionskassa, började avvecklas 1884. Större delen av dess kapital överfördes till den samma år bildade Arméns nya änke- och pupillkassa, vilken alla officerare och underofficerare samt en del civilmilitära tjänstemän var skyldiga att tillhöra. Denna kassas ändamål var att bereda understöd åt änkor och barn efter ämbets- och tjänstemän vid armén eller i samband därmed stående inrättningar. Den förvaltades liksom den äldre kassan av direktionen för arméns
pensionskassa och dess inkomster utgjordes dels av delägarnas års- och befordringsavgifter, dels av tillskott från statens sida.